# Draginac (Loznica)
Pour les articles homonymes, voir Draginac.
Draginac (en serbe cyrillique : Драгинац) est un village de Serbie situé sur le territoire de la ville de Loznica, district de Mačva. Au recensement de 2011, il comptait 144 habitants.

## Histoire
En octobre 1941, lors de l'(en)opération Mačva, environ 3 000 personnes furent massacrées par les nazis. Les victimes sont des sympathisants présumés des partisans serbes, des Roms et des civils juifs. Un mémorial est érigé sur le lieu des exécutions en 1961.

## Démographie

### Évolution historique de la population
| 1948 | 1953 | 1961 | 1971 | 1981 | 1991 | 2002 | 2011 |
| ---- | ---- | ---- | ---- | ---- | ---- | ---- | ---- |
| 257  | 277  | 278  | 269  | 315  | 324  | 324  | 144  |

|  |